# Ленд-о-Лейкс (Флорида)
Ленд-о-Лейкс (англ. Land O' Lakes) — статистически обособленная местность, расположенная в округе Паско (штат Флорида, США) с населением в 31 145 человек по статистическим данным переписи 2010 года.

## География
По данным Бюро переписи населения США статистически обособленная местность Ленд-о-Лейкс имеет общую площадь в 54,65 квадратных километров, из которых 48,17 кв. километров занимает земля и 6,47 кв. километров — вода. Площадь водных ресурсов округа составляет 11,84 % от всей его площади.
Статистически обособленная местность Ленд-о-Лейкс расположена на высоте 23 м над уровнем моря.

## Демография
| Год переписи        | Нас.  |  | %±     |
| ------------------- | ----- |  | ------ |
| 1980                | 4515  |  | —      |
| 1990                | 7892  |  | 74,8%  |
| 2000                | 20971 |  | 165,7% |
| 1980–2000 Источник: |       |  |        |

По данным переписи населения 2000 года в Ленд-о-Лейкс проживало 20 971 человек, 5979 семей, насчитывалось 7646 домашних хозяйств и 8257 жилых домов. Средняя плотность населения составляла около 383,73 человек на один квадратный километр. Расовый состав населённого пункта распределился следующим образом: 93,61 % белых, 2,11 % — чёрных или афроамериканцев, 0,26 % — коренных американцев, 1,33 % — азиатов, 1,50 % — представителей смешанных рас, 1,20 % — других народностей. Испаноговорящие составили 8,75 % от всех жителей статистически обособленной местности.
Из 7646 домашних хозяйств в 39,7 % воспитывали детей в возрасте до 18 лет, 66,0 % представляли собой совместно проживающие супружеские пары, в 9,0 % семей женщины проживали без мужей, 21,8 % не имели семей. 16,3 % от общего числа семей на момент переписи жили самостоятельно, при этом 4,8 % составили одинокие пожилые люди в возрасте 65 лет и старше. Средний размер домашнего хозяйства составил 2,73 человек, а средний размер семьи — 3,08 человек.
Население статистически обособленной местности по возрастному диапазону по данным переписи 2000 года распределилось следующим образом: 27,3 % — жители младше 18 лет, 5,7 % — между 18 и 24 годами, 32,1 % — от 25 до 44 лет, 25,0 % — от 45 до 64 лет и 9,9 % — в возрасте 65 лет и старше. Средний возраст жителей составил 38 лет. На каждые 100 женщин в Ленд-о-Лейкс приходилось 98,3 мужчин, при этом на каждые сто женщин 18 лет и старше приходилось 95,3 мужчин также старше 18 лет.
Средний доход на одно домашнее хозяйство статистически обособленной местности составил 56 789 долларов США, а средний доход на одну семью — 60 721 доллар. При этом мужчины имели средний доход в 41 593 доллара США в год против 30 735 долларов среднегодового дохода у женщин. Доход на душу населения статистически обособленной местности составил 56 789 долларов в год. 3,4 % от всего числа семей в населённом пункте и 4,9 % от всей численности населения находилось на момент переписи населения за чертой бедности, при этом 5,1 % из них были моложе 18 лет и 4,0 % — в возрасте 65 лет и старше.